# Günther Fersch
Günther Fersch (* 29. April 1932 in Würzburg) ist ein deutscher Schauspieler. 
In den 1960er Jahren war er ein international bekannter Stimmenimitator. Er hatte auch Auftritte als Schauspieler und Sprecher in Funk und Film und veröffentlichte neben seiner Mitwirkung an Hörspielplatten und Humorproduktionen eine literarische Schallplatte mit jiddischen Witzen.